# Benzyna bezołowiowa
Benzyna bezołowiowa – rodzaj paliwa do silników czterosuwowych i dwusuwowych, wprowadzony jako zamiennik do używanej wcześniej etyliny, jednak bez zawartości szkodliwego dla środowiska tetraetyloołowiu. Rolę środka przeciwstukowego pełnią tutaj najczęściej etery tert-butylowe, takie jak np. eter metylowo-tert-butylowy.
Została wprowadzona na rynek z powodu coraz silniejszego sprzeciwu społeczeństw i nacisków na polityków, aby znaleźć alternatywę dla etyliny (benzyny z dodatkiem tetraetyloołowiu). W Polsce zaczęto ją stosować od ok. 1986 roku. Pierwsza benzyna bezołowiowa posiadała liczbę 91 oktanów i nosiła nazwę „Bona”, była sprzedawana w dużych miastach i była dostępna dla cudzoziemców za dewizy. W późniejszym czasie pojawiły się benzyny bezołowiowe o liczbie 95 i 98 oktanów. W silnikach używających benzyny bezołowiowej bardzo ważną rolę pełni katalizator, którego sprawność ma zasadniczy wpływ na ograniczenie szkodliwości produktów spalania benzyny bezołowiowej.